# Selecció hongaresa de corfbol
La selecció hongaresa de corfbol és dirigida per la Magyar Korfball Szövetség (MKS) i representa Hongria a les competicions internacionals de corfbol. La federació hongaresa es va fundar l'any 1991 i té la seu a Budapest.

## Història
| Campionat del Món |                      |                           |               |
| Any               | Campionat            | Seu                       | Classificació |
| 2003              | 7è Campionat del Món | Rotterdam (Països Baixos) | 10a plaça     |
| 2007              | 8è Campionat del Món | Brno (República Txeca)    | 10a plaça     |

| Campionat d'Europa |                       |                    |               |
| Any                | Campionat             | Seu                | Classificació |
| 2002               | 2n Campionat d'Europa | Catalunya          | 8a plaça      |
| 2006               | 3r Campionat d'Europa | Budapest (Hongria) | 8a plaça      |
| 2010               | 4t Campionat d'Europa | Països Baixos      | 10a plaça     |
| 2014               | 5è Campionat d'Europa | Portugal           | 7a plaça      |